# 華民各界協議會
華民各界協議會（日语：華民各界協議会）是香港日佔時期的諮詢機構，成員包括香港華人和洋人領袖。

## 歷史
香港總督楊慕琦在1941年12月25日向日本投降後，香港進入日軍統治的「三年零八個月」時期。日本軍隊為了鞏固權力，他們開始招攬曾在英屬香港政府供職的香港社會賢達，「以華制華」。
1942年1月，香港佔領地最高長官酒井隆邀請約130名香港華人及歐亞裔領袖出席半島酒店的午餐會，酒井隆在席上解說大東亞共榮圈理念，期望華人與日本人合作。磯谷廉介在同月下旬接任為總督後，華民代表會與華民各界協議會在3月30日成立，俗稱「兩華會」，取代「香港善後處理委員會」。
協議會由香港保衛戰爆發前的行政立法兩局成員周壽臣擔任主席，協議會22名成員則由代表會遴選。
華民各界協議會直接向總督負責，包括匯報港人的不滿、傳達政府的決策以及就港人事務提出意見。協議會每週兩次開會，但權力不多，只可提出並遊說政府接受建議，並且負責區役所的運作。

## 成員
- 周壽臣（主席）
- 李冠春（副主席）
- 周埈年／周耀年？
- 章叔淳
- 馮子英
- 葉蘭泉
- 郭贊
- 郭泉
- 林建寅
- 李忠甫
- 凌康發
- 羅文錦
- 陸靄雲
- 伍華
- 顏成坤
- 譚雅士
- Sze Kai-tung／鄺啟東？
- 鄧肇堅
- 董仲偉
- 王德光
- 王通明
- 黃燕清